# فيلاريجيا
فيلاريجيا هي بلدية في مدينة تورينو الحضرية، في منطقة بيمنتة الإيطالية، وتقع على بعد حوالي 35 كم شمال شرق تورينو .

## روابط خارجية
الموقع الرسمي